# 胡忠家族
胡忠家族，祖籍廣東花都，香港知名地產家族之一。家族擁有合和實業。

## 家族成員
胡忠家族的家族成員：
- 胡忠（戰前的士大王）＝江素琛
  - 胡應沾（胡文瀚）＝蔡鳳珍
    - 胡文佳
    - 胡文欣＝李嘉莉
    - 胡嘉麗
      - 一子一女

    - 胡嘉美＝馬杰生
      - 一子兩女，一外孫

    - 胡嘉碧＝鄧東泉
      - 兩子

    - 胡嘉琳
    - 胡嘉玲＝梁甜昭
      - 一子兩女

  - 胡應洲＝曾慶衡
  - 胡應湘＝郭秀萍
    - 胡嘉明
    - 胡芝明
    - 胡文康
    - 胡文新

  - 胡應洸
    - 胡文泰
    - 胡嘉怡

  - 胡應濱＝曾國卿[1]
    - 胡珮珩
    - 胡珮瑤
    - 胡穎文
    - 胡穎姿

  - 胡慧貞＝劉信
  - 胡慧芳＝鄺程濟
  - 胡慧英＝韋國仕
  - 胡慧彤＝李煜端